# Vert sapin

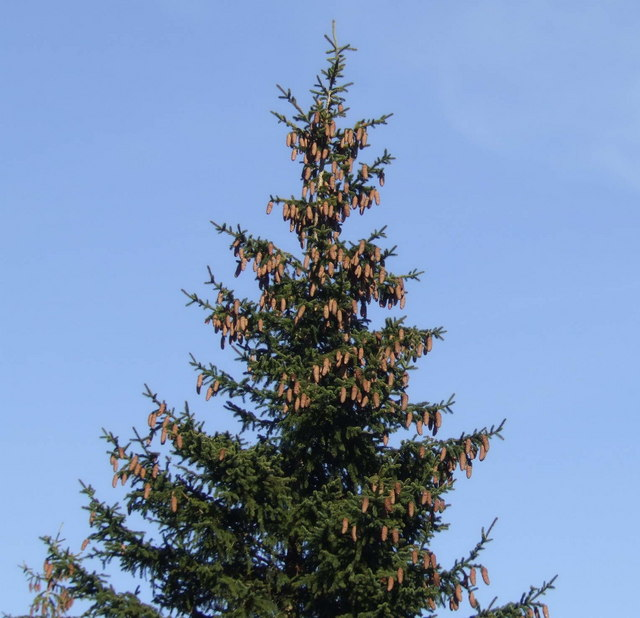
Le vert sapin se réfère au sapin.

Vert pin  et Vert sapin sont des noms de couleur synonymes désignant une teinte du champ chromatique vert, généralement sombre, en référence à la couleur générale des arbres à feuillage persistant, pins et sapins.
Le nuancier RAL indique un RAL 6009 vert sapin.
Dans les nuanciers de fabricants, on trouve, en encres et peintures pour les arts graphiques 654 vert pin, 079 vert pin ; en fil à broder 3818 vert sapin, 505 vert pinède ; en crayons de couleur 239 vert sapin.
La Régie autonome des transports parisiens (RATP) utilise le nom de couleur sapin pour l'identification de lignes de transport en commun, d'abord Sapin puis à partir de 2018 Sapin.

## Histoire d'une couleur de la mode
L'expression « vert sapin » est attestée comme couleur en 1836, dans une description de mode, pour les tenues de chasse : « la couleur préféré est un vert foncé, nommé vert-sapin de Norwège ». L'année suivante, la nuance est « vert sapin du Nord » ; puis l'expression disparaît des publications pour plusieurs années. Ce n'est pas que le vert foncé soit sorti de la mode : c'est qu'il y a un vaste choix d'expressions pour le désigner. Parmi ces couleurs, on peut supposer que le vert impérial tombe avec le régime ; quoi qu'il en soit, le vert sapin (sans indication de provenance) se retrouve en 1883. À la même époque, les Alsaciens qui ont quitté leur province après son annexion par l'Allemagne diffusent la coutume du sapin de Noël. Les allusions à l'Alsace-Lorraine sont à cette époque chargées de sens politique nationaliste.
L'expression vert pin est attestée en 1869, à propos des couleurs du paysage : « Rien n'est plus triste à considérer que ce gros ton monotone du vert pin, étendu sans forme et sans goût sur l'immensité de la plaine… C'est une cuve de teinturier qui offusque l'œil et étouffe la respiration ». Il s'agit ici de la couleur des sapins plantés pour leur pousse rapide.
En 1885, le vert pin apparaît comme couleur de la mode.